# Jean I Papillon
Pour les articles homonymes, voir Papillon (homonymie).
Ne doit pas être confondu avec Jean II Papillon.
Jean Papillon, né à Rouen en 1639 et mort le 10 août 1710, est un graveur français. 

## Biographie
Élève du graveur Jean Du Bellay, actif à Rouen 1637-1681, Jean Papillon est le chef d’une famille qui a fourni plusieurs artistes. On manque de renseignements sur ses travaux, mais il est connu pour ses gravures sur bois.
Il épouse Jeanne Cattier avec qui il a deux fils : Jean II Papillon et Jean-Nicolas Papillon, qu'il a pour élèves, et il a pour petit-fils le graveur et encyclopédiste Jean-Michel Papillon.
Après un séjour à Saint-Quentin, où naissent ses deux fils, il s’installe à Paris, probablement peu après la naissance de Jean-Nicolas en 1663. Son fils Jean II Papillon, placé chez les grands-parents à Rouen, doit l’y rejoindre un peu plus tard pour y faire son apprentissage.